# Zatrzyj ślady
Zatrzyj ślady (ang. Leave No Trace) – film fabularny produkcji amerykańskiej z 2018 roku w reżyserii Debry Granik, na motywach powieści My Abandonment autorstwa Petera Rocka.

## Premiera
Film miał światową premierę podczas FF w Sundance 20 stycznia 2018. Do ograniczonej ilości kin w Stanach Zjednoczonych wszedł 29 czerwca 2018.

## Fabuła
Akcja filmu rozgrywa się w Stanach Zjednoczonych w czasach współczesnych. Weteran mieszka z córką w lesie, ukrywając się przed służbami socjalnymi. Mężczyzna ma poważne problemy z integracją ze społeczeństwem. Rodzina zostaje zmuszona do opuszczenia lasu i powrotu między ludzi. Ojciec ponowi jednak próbę wrócenia z córką do życia na odludziu.

## Obsada
W filmie wystąpili, m.in.:
- Ben Foster jako Will
- Thomasin McKenzie as Tom
- Jeff Kober jako pan Walters
- Dale Dickey jako Dale
- Dana Millican jako Jean Bauer
- Michael Prosser jako James
- Derek John Drescher jako Larry
- Isaiah Stone jako Isaiah

## Nagrody i nominacje (wybrane)
- National Board of Review (2018)
  - wygrana Przełomowa rola Thomasin McKenzie[4]
- Stowarzyszenie Krytyków Filmowych z Los Angeles (2018)
  - wygrana Najlepszy reżyser Debra Granik[4]
- Satelita 2019
  - nominacja Najlepszy aktor w filmie dramatycznym Ben Foster[5]
  - nominacja Najlepszy film dramatyczny[5]
  - nominacja Najlepszy scenariusz adaptowany Debra Granik, Anne Rosellini[5]